# Mykhaïlo-Kotsioubynske
Mykhaïlo-Kotsioubynske (ukrainien : Михайло-Коцюбинське, russe : Михайло-Коцюбинское) est une commune urbaine de l'oblast de Tchernihiv, en Ukraine. Elle compte 2 712 habitants en 2025.